# Jelle Zijlstra
Jelle Zijlstra (27. srpna 1918 – 23. prosince 2001) byl nizozemský pravicový politik, z dnes již nefunkční Antirevoluční strany (jež splynula se stranou Křesťanskodemokratická výzva). V letech 1966–1967 byl premiérem Nizozemska. Souběžně s funkcí předsedy vlády zastával post ministra financí. Jím byl již v letech 1958–1963, ve vládách Louise Beela a Jana de Quaye. V letech 1952–1959 byl ministrem hospodářství, pod premiéry Willemem Dreesem a Louisem Beelem. Po skončení politické kariéry se stal na dlouhá léta prezidentem nizozemské centrální banky (1967–1982).